# Війна арікара
Війна арікара (англ. Arikara War) — збройний конфлікт між Сполученими Штатами та племенами корінного населення арікара, що стався влітку 1823 року на Великих рівнинах вздовж Верхньої річки Міссурі на Неорганізованій території (нині в Південній Дакоті). Для США ця війна була першою, в якій американська армія була розгорнута для операцій на захід від річки Міссурі на Великих рівнинах. Війна, перший і єдиний конфлікт між арікара та США, стала відповіддю на напад індіанців на громадян США, які займалися торгівлею хутром. Війну арікара назвали «найгіршою катастрофою в історії західної торгівлі хутром».

## Історія

### Передумови
Перші контакти між США та арікара почалися у 1804 році. Спочатку відносини були дружніми. У 1806 році Анкедохаро, лідер Арікара, помер під час поїздки до столиці Сполучених Штатів. Хоча США стверджували, що його смерть настала від природних причин, арікара щиро вважали, що Анкедохаро був навмисно вбитий американцями. У наступні роки контакти між арікара та білими американцями посилилися внаслідок зростання активності корпорацій, які займаються міжнародною торгівлею хутром. На початку 1823 року арікара напали на корпоративний форт, що належав Missouri Fur Company, убивши двох громадян США.
Арікара мала погані стосунки із Західною Дакотою та Лакота Сіу, двома сильнішими корінними націями вздовж кордонів. Арікара, які брали участь у війні, жили у двох громадах на західному березі річки Міссурі, розташованих приблизно в шести милях вгору за течією від гирла Гранд-Рівер, і невеликий струмок розділяв дві укріплені громади будинків арікара.
Причини війни недостатньо вивчені, але торговельні відносини індіанців арікара з білими торговцями, безумовно, слугували ключовим фактором конфлікту, що спалахнув. Арікара жили в постійних поселеннях більшу частину року, де вони займалися господарством, рибалили та полювали на бізонів на навколишніх рівнинах. Однак цього було недостатньо для їх виживання і покладалися на те, щоб бути центром торгівлі з сусідніми племенами, щоб вижити. Експедиція Вільяма Генрі Ешлі з безпосереднього придбання хутра та шкурок позбавила арікара ролі основних торгових посередників і, таким чином, стала прямою загрозою для їхнього існування. Іншою проблемою також була спроба арікара заснувати на цих землях торговельну точку, щоб мати легкий доступ до промислових товарів, які привозили білі американці. Вони обурювалися тим, що їхні давні вороги, сіу, мали такі пости, а в них не було. Ешлі попросили створити торговий пункт, коли він був у цьому районі в 1822 році. Не бажаючи обмежувати свою діяльність необхідністю підтримувати постійну базу, Ешлі натомість пообіцяв арікара, що він доставить товари, які вони просили, до них безпосередньо зі Сент-Луїса. Ешлі не виконав цю обіцянку під час своєї експедиції 1823 року і, можливо, ніколи не збирався це робити. Смерть Анкедухаро, ймовірно, не була прямим чинником, що призвів до війни, але вона додала градусу до загального обурення тамтешнього населення.

### Війна
2 червня 1823 року воїни арікара напали на траперів, які працювали в компанії Ешлі Rocky Mountain Fur Company на річці Міссурі, убивши близько 15 людей. Трапери, що вижили, відступили вниз по річці і сховалися в укриттях, де вони переховувалися більше місяця.
Уряд США відповів каральною акцією, відправивши загін з 230 солдатів 6-го піхотного полку, 750 союзників сіу та 50 траперів та інших співробітників компанії під командуванням підполковника Генрі Лівенворта з Форт Аткінсона, у сучасній Небрасці.
«Сили, організовані таким чином, включаючи регулярні війська, альпіністів, мандрівників та індіанців, були названі Міссурійським легіоном».
750 воїнів були частково янктонами та янктонайськими сіу, частково західними сіу з племен Бруле, Чорноногих і Ханкпапа. У лакота «… виникло бажання приєднатися до нас».
9 серпня 1823 року Лівенворт прибув до сіл арікара і почав атаку, використовуючи свою кінноту сіу, але арікара затримала її. 10 серпня Лівенворт віддав наказ про артилерійський обстріл. Це було майже неефективно, постріли падали за межі поселень, у цей момент Лівенворт наказав атакувати піхотою. Як і допоміжні війська сіу, звичайна піхота також не змогла увірватися в села. Вони залишили поле битви з кількома захопленими кіньми, навантаженими кукурудзою, й взяли з полів індіанців-землеробів.
11 серпня 1823 року Лівенворт уклав мирний договір. Побоюючись подальших нападів, арікара залишили село тієї ночі. 15 серпня Лівенворт вийшов зі своїми силами у похід, щоб повернутися до Форт Аткінсон. Село арікара було спалено позаду нього обуреними членами Міссурійської хутрової компанії, до великого гніву Лівенворта.
Армія США зазнала перших втрат на Заході під час війни Арікара. Семеро людей потонули в Міссурі.

## Наслідки
Арікара повернулися наступної весни, відновивши села. Ворожнеча між США та арікара офіційно припинилася 18 липня 1825 року, коли обидва сторони підписали мирний договір. Армія США та Арікара ніколи більше не вступали в бій. Що стосується сіу, то «результат експедиції [Лівенворта] зруйнував репутацію всіх білих в очах індіанців». Сіу продовжували атакувати арікара і тіснити їх на північ, від одного села до іншого. У 1851 році західні сіу визнали поле битви 1823 року територією лакота, а пізніше отримали офіційне визнання договору щодо колишньої землі арікара.
Незважаючи на короткий конфлікт, він був визначним з двох причин: це був перший військовий конфлікт між федеральними силами США та корінними американцями на Заході, який задав тон майбутнім зіткненням між білими та іншими індіанськими групами; і оскільки Лівенворт не повністю переміг арікара, його поблажливість до них викликала велику дискусію між білими американцями, які вимагали підкорення корінних жителів, і тими, хто виступав за мирне співіснування.
Арікара врешті-решт оселилися з племенами мандани та хідатса в резервації Форт-Бертольд у Північній Дакоті. Багато людей арікара та кроу стали індіанськими розвідниками під час розпалу війн сіу.